# 拉卡 (短片)
《拉卡》（英語：Rakka）是一部2017年美國和加拿大合拍的短片，由尼爾·布洛姆坎普執導，雪歌妮·薇佛主演，2017年6月14日在YouTube上發布。這部長達22分鐘的影片共分為三個部分，敘述外星人佔領地球之後的故事。
該片亦是Oats Studios公司所製作的首部作品。

## 劇情簡介
2020年，一群名叫「Klum」的外星人入侵地球，數百萬名人類因此死亡或被奴役。外星人利用被俘虜的人類做實驗，在他們身上植入各種機器。躲在地下的美軍救出一名俘虜，希望能藉此了解外星人的科技，以展開反擊。

## 外部連結
- 互联网电影数据库（IMDb）上《拉卡》的资料（英文）
- YouTube上的